# Magnification
Magnification ist das 20. Studioalbum der Progressive-Rock-Band Yes, veröffentlicht im Jahre 2001. Nach Time and a Word (1970) ist es das zweite Album, das Yes mit einem Orchester aufnahmen.

## Entstehung
Nach dem Weggang von Keyboarder Igor Khoroshev beschlossen die vier verbleibenden Mitglieder von Yes, Jon Anderson, Steve Howe, Chris Squire und Alan White, auf Vorschlag Howes, die Situation zu nutzen und auf ihrem nächsten Album die Keyboards durch ein Orchester zu ersetzen. Die Band kontaktierte daraufhin den Filmmusik-Komponisten Larry Groupé als Mitautor, Arrangeur und Dirigent für ihr nächstes Album. Groupé war zuvor vor allem für seine Arbeit bei Rufmord – Jenseits der Moral bekannt geworden. Als Produzent engagierte man Tim Weidner, der bereits zehn Jahre zuvor an Steve Howes Soloalbum Turbulence mitgearbeitet hatte.
Im Februar 2001 ging die Band ins Studio (Sound Design Studios, Santa Barbara, Kalifornien), um gemeinsam an den Stücken für das neue Album zu arbeiten. Zunächst wurden vier Demos aufgenommen, zu denen Groupé erste Orchesterparts schrieb. Diese gefielen der Band so sehr, dass Groupé im Verlauf der Arbeiten immer stärker in den kreativen Prozess eingebunden wurde.
In Ermangelung eines Keyboarders wurden die Tasteninstrumente von Alan White, Chris Squire und Steve Howe bedient.
Groupé hatte die Band regelmäßig im Studio besucht und nach und nach die Orchesterparts geschrieben. Yes hatten dort, wo sonst etwa Keyboardsoli zu hören gewesen wären, größeren Raum für das Orchester gelassen. Groupé spielte die Musik nun mit dem San Diego Symphony Orchestra ein, mit dem er bereits vorher zusammengearbeitet hatte. Im Mai waren die Arbeiten weitgehend abgeschlossen. Das Album wurde dann zumindest teilweise im Studio des ehemaligen Yes-Sängers und -Produzenten Trevor Horn in Los Angeles abgemischt. Diese Arbeiten waren im August beendet.
Obwohl die Stücke kompositorisch klar gegeneinander abgegrenzt sind, komponierte Groupé an einigen Stellen orchestrale Überleitungen. Dies veranlasste Jon Anderson zu der Äußerung, man würde an einem 60-minütigen Stück arbeiten. Dies war jedoch so nicht der Fall.

## Trackliste
1. Magnification – 7:16
2. Spirit Of Survival – 6:02
3. Don't Go – 4:27
4. Give Love Each Day – 7:44
5. Can You Imagine – 2:59
6. We Agree – 6:30
7. Soft as a Dove – 2:17
8. Dreamtime – 10:46
9. In The Presence Of – 10:24
  1. Deeper
  2. Death of Ego
  3. True Beginner
  4. Turn Around and Remember
10. Time Is Time – 2:09

Anmerkungen:
- Alle Stücke wurden von Jon Anderson, Chris Squire, Steve Howe und Alan White geschrieben. Die Orchestermusik stammt wie die Arrangements von Larry Groupé, der das Orchester auch dirigierte.
- Can You Imagine stammt aus dem Jahr 1981 von den XYZ-Sessions mit Chris Squire, Alan White und Jimmy Page, es war zuvor als And (Do) You Believe It? bzw. Can You See oder Unknown Song #1 bekannt geworden. Die Version auf Magnification ist der erste Yes-Song mit Squire als Leadsänger, der auch als Hauptautor des Songs gilt.
- In The Presence of basiert auf einer Songidee Whites, zu der Anderson die Melodie und den Text beisteuerte.
- Time Is Time wurde hauptsächlich von Anderson geschrieben.
- In den USA wurden drei verschiedene Versionen des Albums von drei verschiedenen Händlern verkauft. Jede dieser Versionen beinhaltete eine Bonus-CD. Auf allen fand sich eine Orchesterversion von Long Distance Runaround vom Yes-Album Fragile, der erste Song war jeweils ein anderer: eine Liveversion von Ritual vom Album Tales from Topographic Oceans (28:05, bei Best Buy), eine Liveversion von The Gates of Delirium vom Album Relayer (22:43, bei FYE/Trans World), eine Liveversion von Close to the Edge vom Album Close to the Edge (20:26, bei Borders). Alle Aufnahmen stammten von einem Konzert der Masterworks-Tour, am 19. Juli 2000 in Holmdel, New Jersey.

## Cover
Das Cover wurde von Bob Cesca, basierend auf einer Geschichte Jon Andersons namens The Machine, gestaltet, die Anderson online publiziert hat.

## Charterfolge
Magnification (Eagle 189EAG) erreichte Platz 71 in den englischen und Platz 186 in den amerikanischen Charts. Das Album war am 11. September 2001 erschienen, dem Tag der Terroranschläge in New York City und Washington.

## Wiederveröffentlichungen

### 2002
2002 wurde das Album in limitierter Auflage mit unterschiedlicher Verpackung und einer Bonus-CD wiederveröffentlicht. Die zweite CD enthält drei Liveaufnahmen und einen CD-ROM-Track mit einem Interview, einem Video zu Don't Go und einem Live-Video von The Gates of Delirium vom Yes-Album Relayer.
1. Deeper (In the Presence of) (Live) – 11:18
2. The Gates of Delirium (Live) – 23:47
3. Magnification (Live) – 7:44
4. CD-ROM-Track:
  1. Jon Anderson Video-Interview
  2. Don't Go (Single Video)
  3. The Gates of Delirium (Live Video)

### 2004
Zwei Jahre später wurde das Album erneut wiederveröffentlicht, diesmal mit einer anderen Bonus-CD. Diese enthielt weitere Livemitschnitte:
1. Close to the Edge (Live) – 20:04
2. Long Distance Runaround (Live) – 3:44
3. Gates of Delirium/Soon (Live) – 22:41

Die Konzertmitschnitte auf beiden Bonus-CDs stammten von der Magnification-Tour (22. Juli 2001 – 13. Dezember 2001, 69 Konzerte), zu hören sind neben Anderson, Howe, Squire und White der Tourkeyboarder Tom Brislin und das European Festival Orchestra unter der Leitung von Wilhelm Keitel. Alle Mitschnitte finden sich auch auf der DVD Symphonic Live.

## Rückschau
In einem Interview vom Oktober 2003 äußerte sich Gitarrist Steve Howe im Nachhinein sehr kritisch über Magnification. Seine Gitarre sei durch das Orchester zu weit an den Rand gedrängt worden, auch habe er weniger Input gehabt als die anderen drei Musiker. Gute Ideen wie etwa die, einige Stücke ohne Orchester oder ohne Gesang einzuspielen, seien im Nachhinein abgelehnt worden. Im Ganzen sei das Album zu wenig mutig gewesen.
Jon Anderson beklagte 2005 in einem Interview mit dem Magazin Billboard, dass der Versuch, mit einem eher an Poprock orientierten Album – Magnification – neue Hörerschaften zu erschließen, gescheitert sei.

## Live
- Einige Stücke von Magnification sind auf Songs from Tsongas, Live at Montreux 2003 und Symphonic Live zu hören.